# 訃報 1981年3月
訃報 1981年3月（ふほう 1981ねん3がつ）では、1981年（昭和56年）3月中に物故した、又は物故が報じられた人物についてまとめる。

## （1日 - 15日）

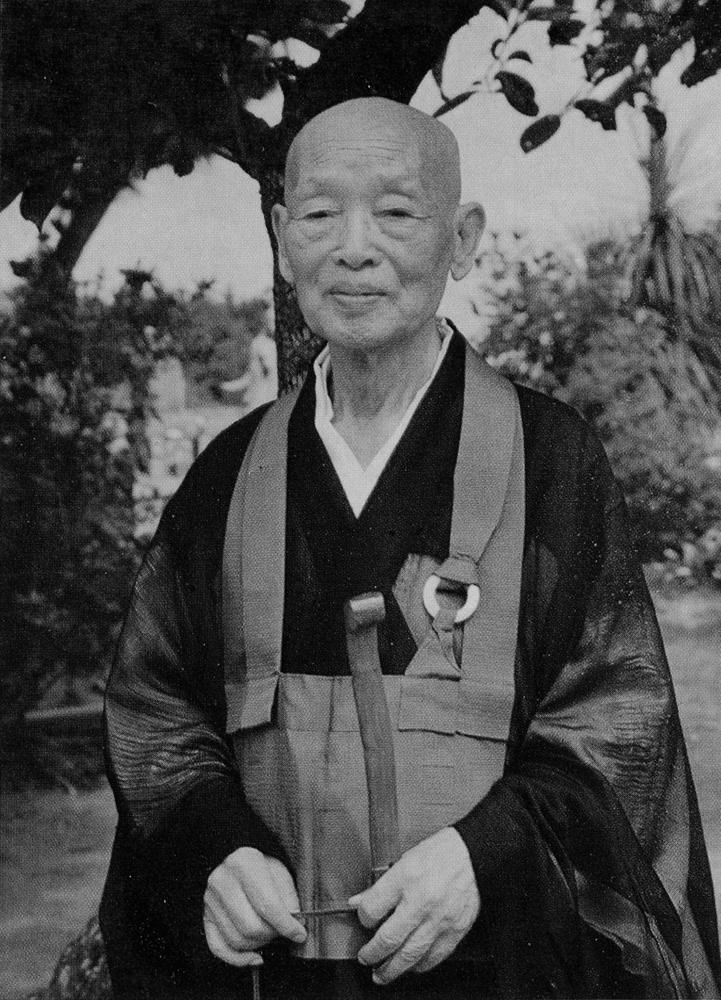
井上義衍／3月2日没

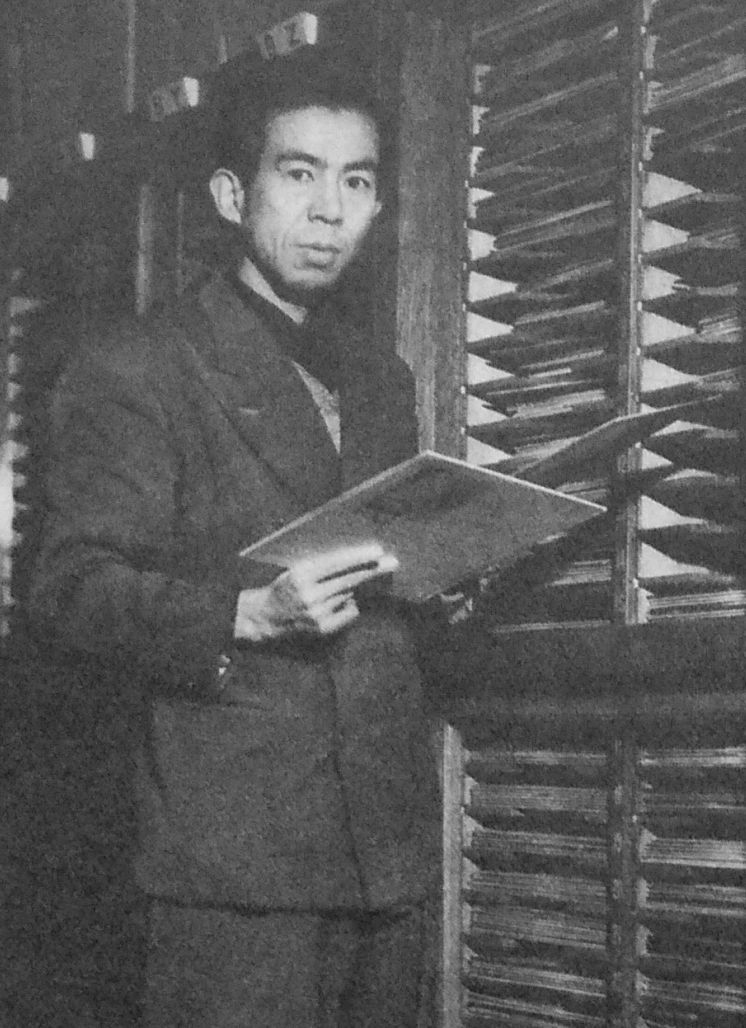
蘆原英了／3月2日没

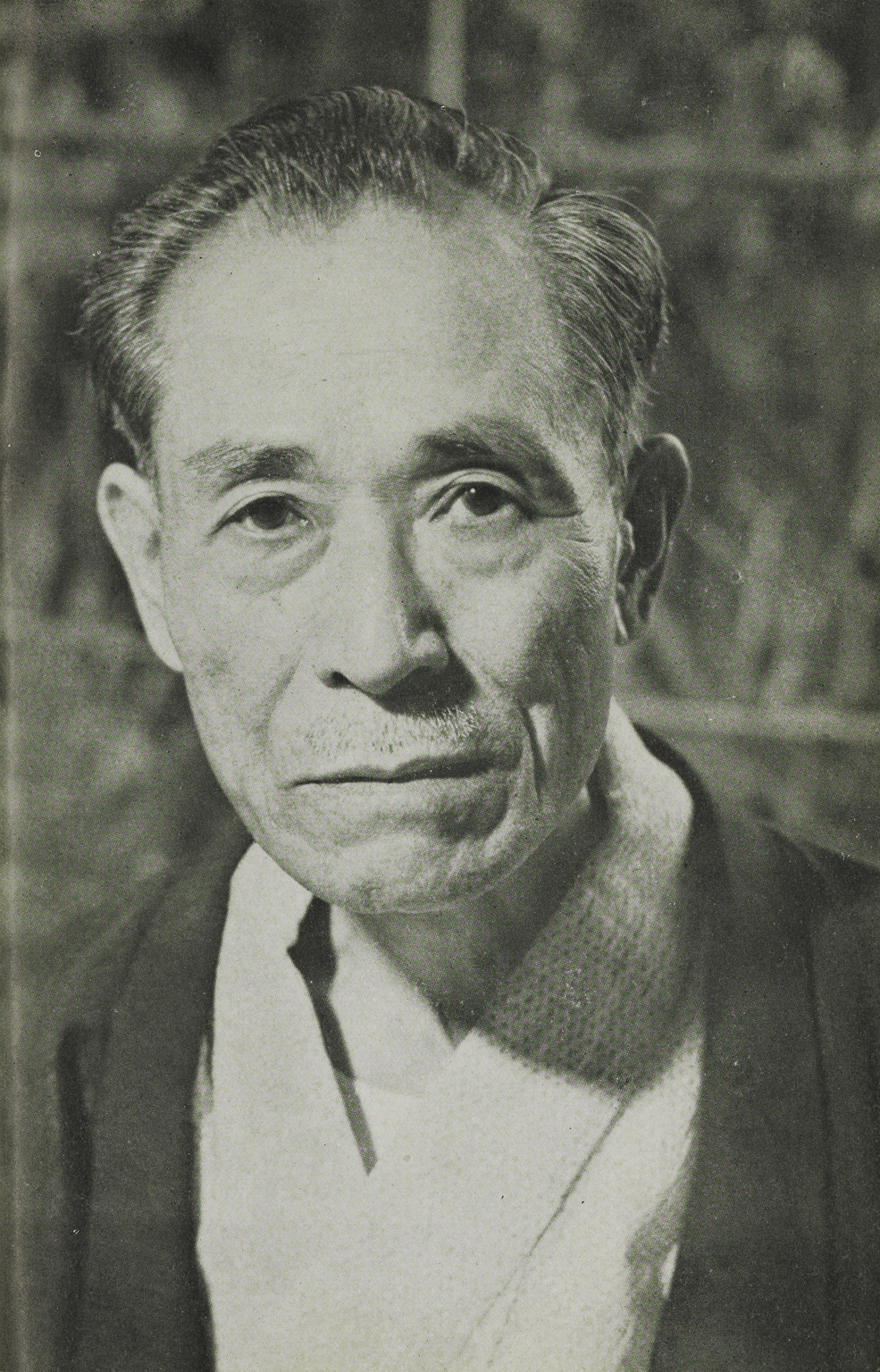
荒畑寒村／3月6日没

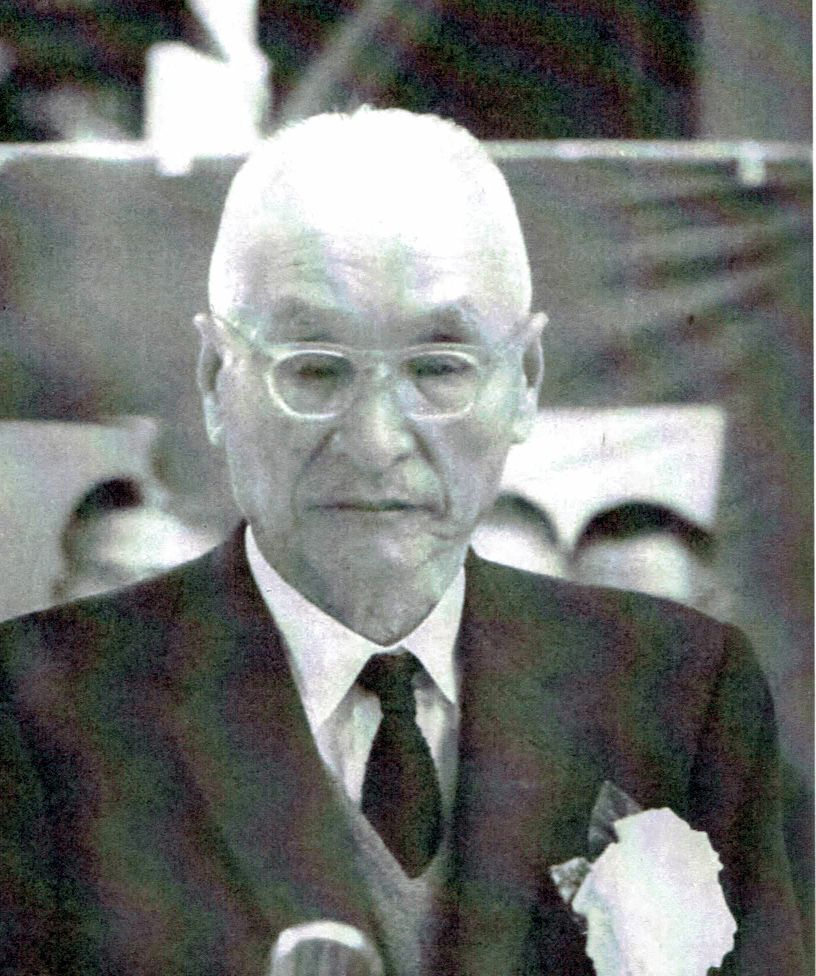
出光佐三／3月7日没

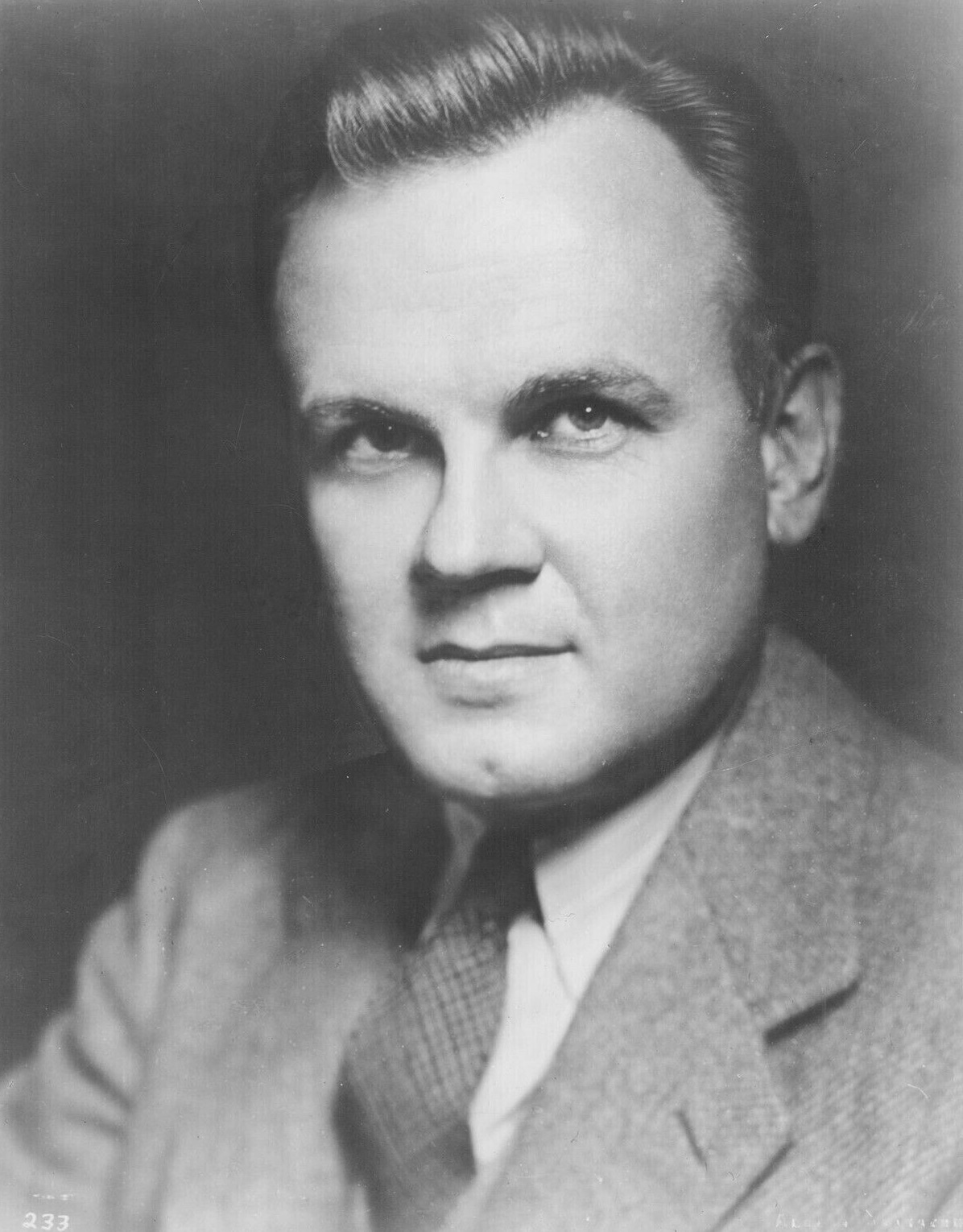
ボズレー・クラウザー／3月7日没

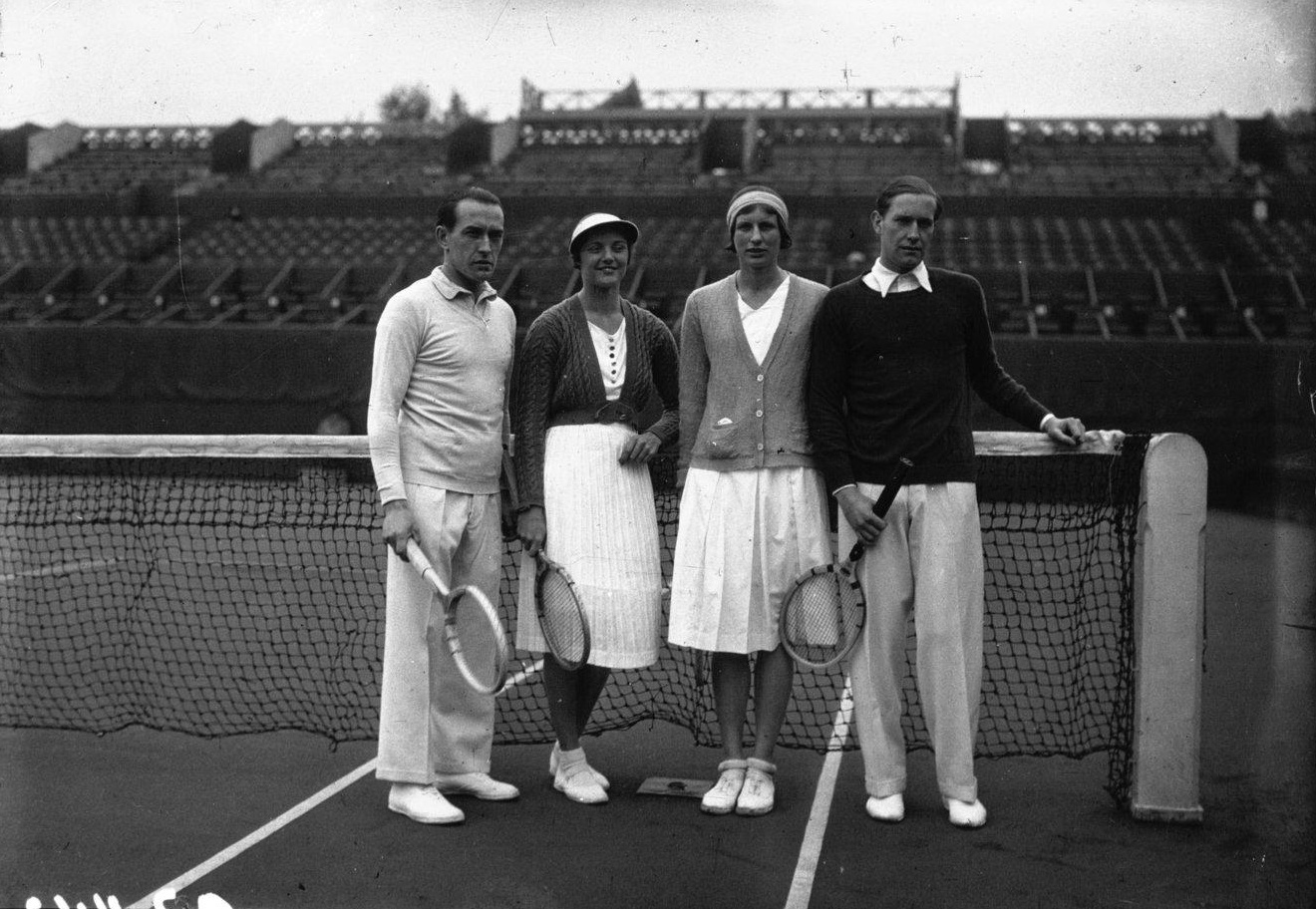
ヒルデ・スパーリング（右から2人目）／3月7日没

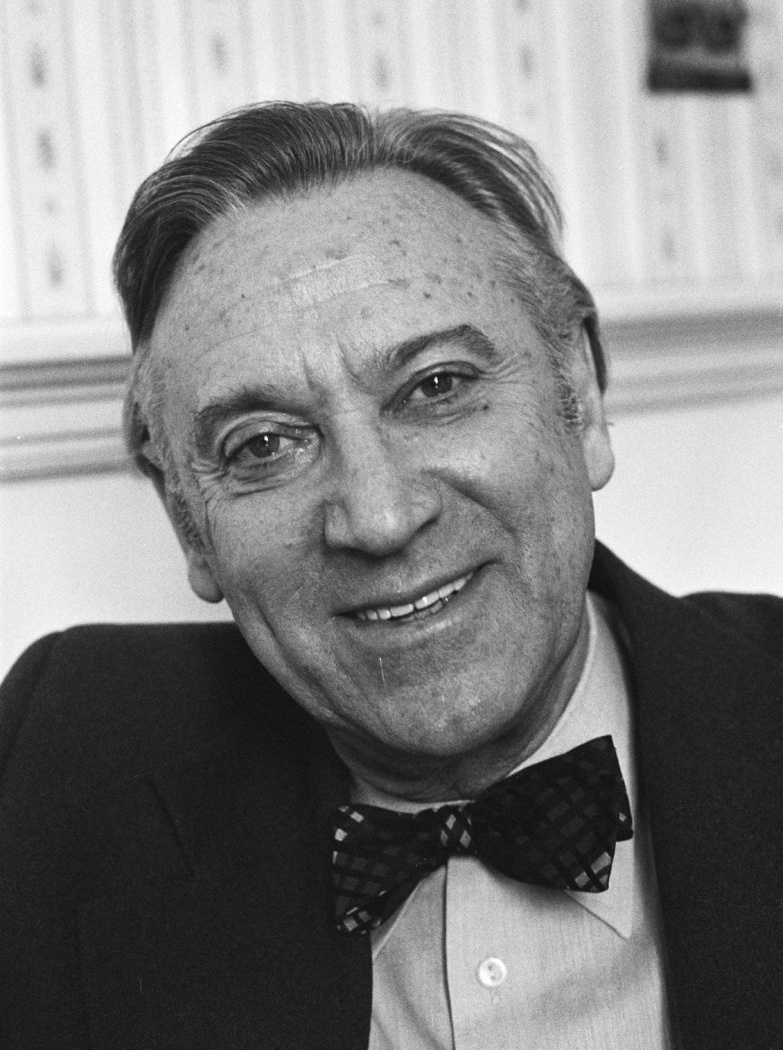
キリル・コンドラシン／3月7日没

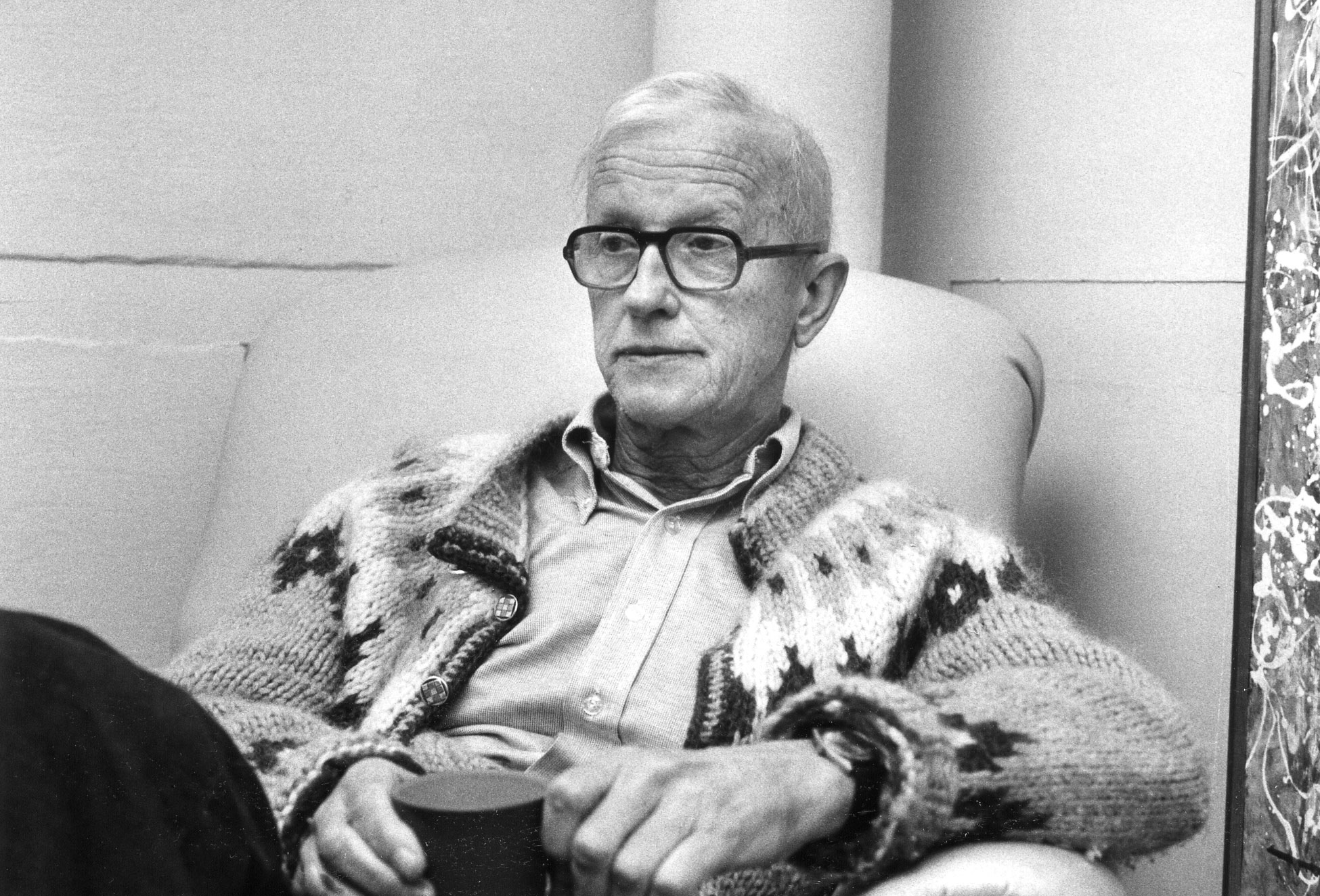
マックス・デルブリュック／3月9日没

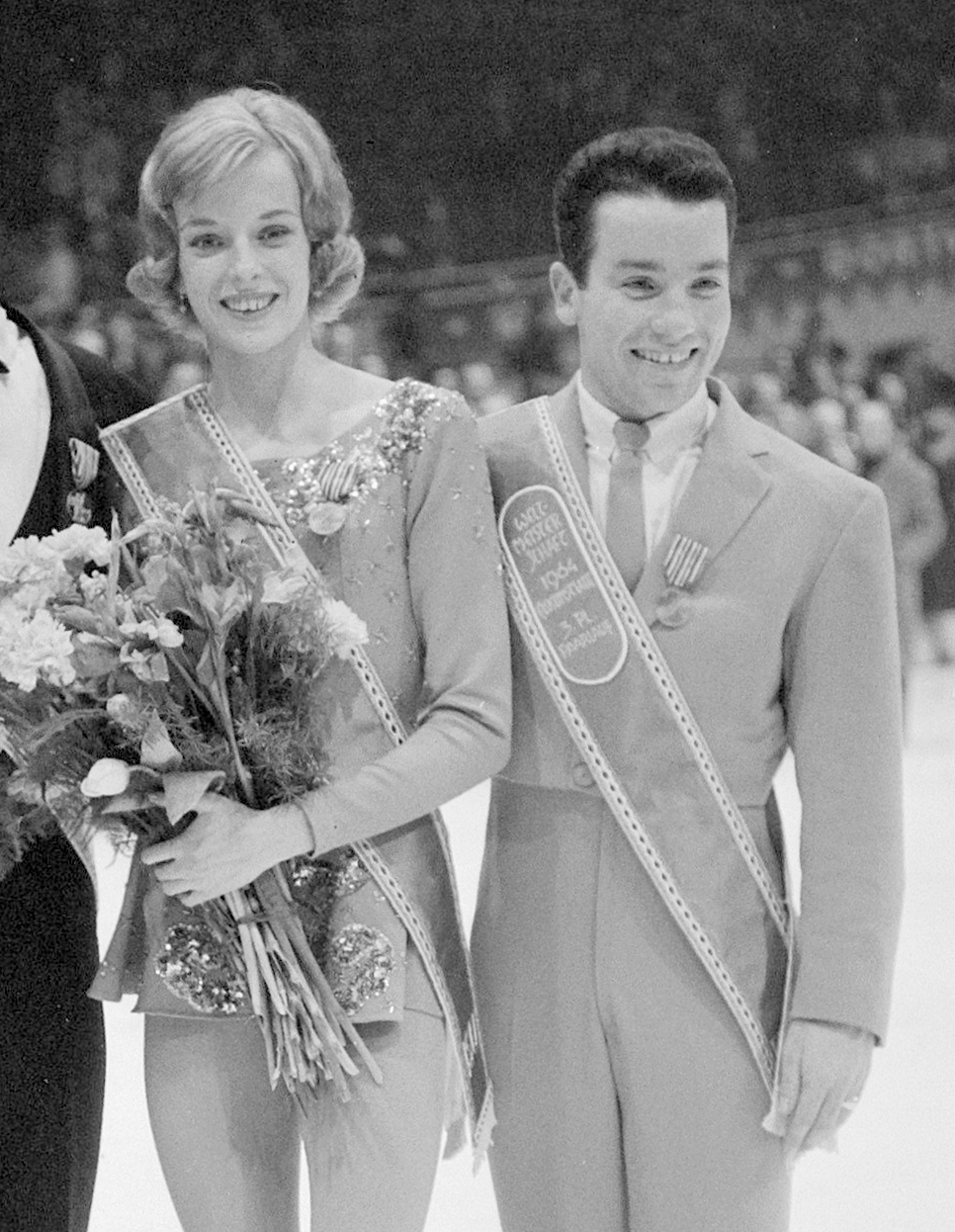
ギー・レベル（右）／3月11日没

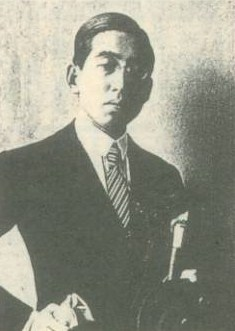
堀口大學／3月15日没

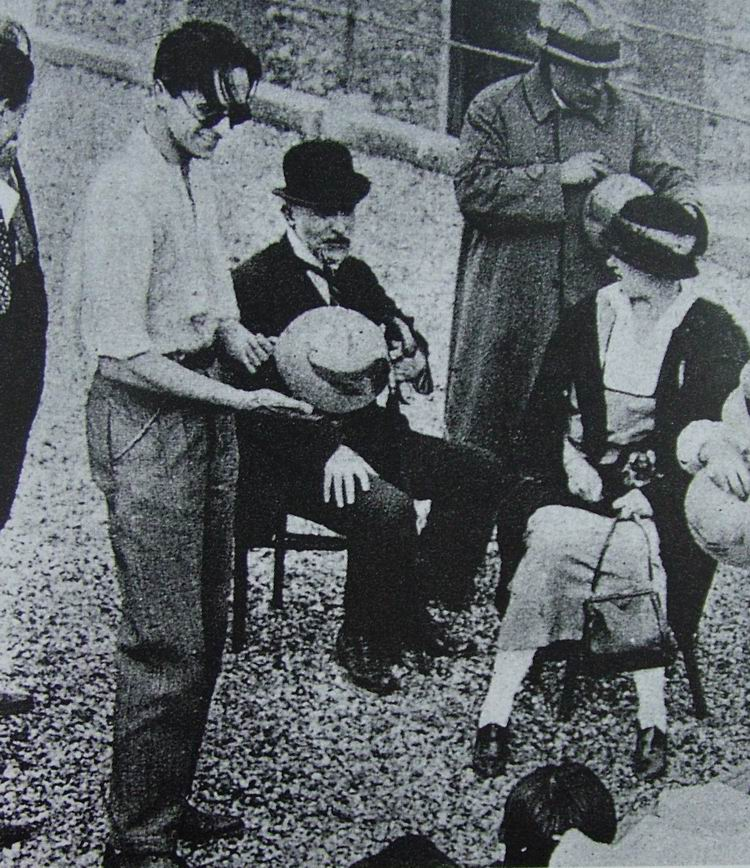
ルネ・クレール（左）／3月15日没

- 3月1日 - マーティン・ロイドジョンズ、イギリスの牧師、プロテスタント（* 1899年）
- 3月1日 - 影山光洋、日本の写真家（* 1907年）
- 3月2日 - 井上義衍、日本の曹洞宗の僧侶、浜松市龍泉寺住職（* 1894年）
- 3月2日 - 蘆原英了、日本の音楽評論家・舞踏評論家（* 1907年）
- 3月3日 - レベッカ・ランスフィールド（英語版）、アメリカ合衆国の微生物学者（* 1895年）
- 3月3日 - 山県昌夫、日本の船舶工学者（* 1898年）
- 3月6日 - 荒畑寒村[1]、日本の社会主義者・労働運動家・作家・評論家、日本社会党衆議院議員（* 1887年）
- 3月7日 - 出光佐三、日本の実業家・出光興産創業者（* 1885年）
- 3月7日 - ボズレー・クラウザー、アメリカ合衆国のジャーナリスト・著作家、映画評論家（* 1905年）
- 3月7日 - ヒルデ・スパーリング、ドイツのテニス選手（* 1908年）
- 3月7日 - キリル・コンドラシン、ソビエト連邦の指揮者（* 1914年）
- 3月8日 - 道面豊信、日本の実業家、味の素元社長（* 1888年）
- 3月8日 - ジム・チェンバリン（英語版）、カナダの航空工学者（* 1915年）
- 3月9日 - マックス・デルブリュック、アメリカ合衆国の生物物理学者（* 1906年）
- 3月10日 - 浅沼享子、日本の政治家、日本社会党衆議院議員（* 1904年）
- 3月11日 - ギー・レベル、カナダのフィギュアスケート選手（* 1941年）
- 3月15日 - 堀口大學、日本の詩人・歌人、フランス文学者（* 1892年）
- 3月15日 - ルネ・クレール、フランスの映画監督（* 1898年）

## （16日 - 31日）

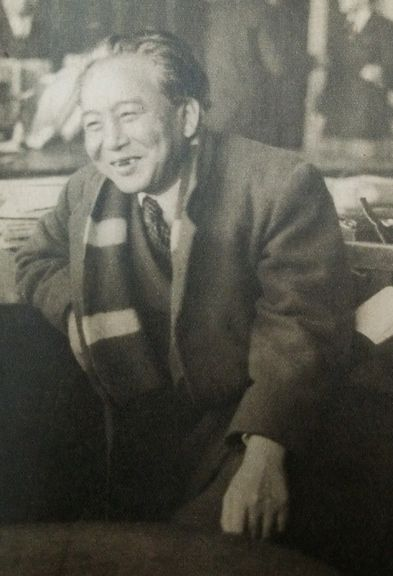
佐伯孝夫／3月18日没

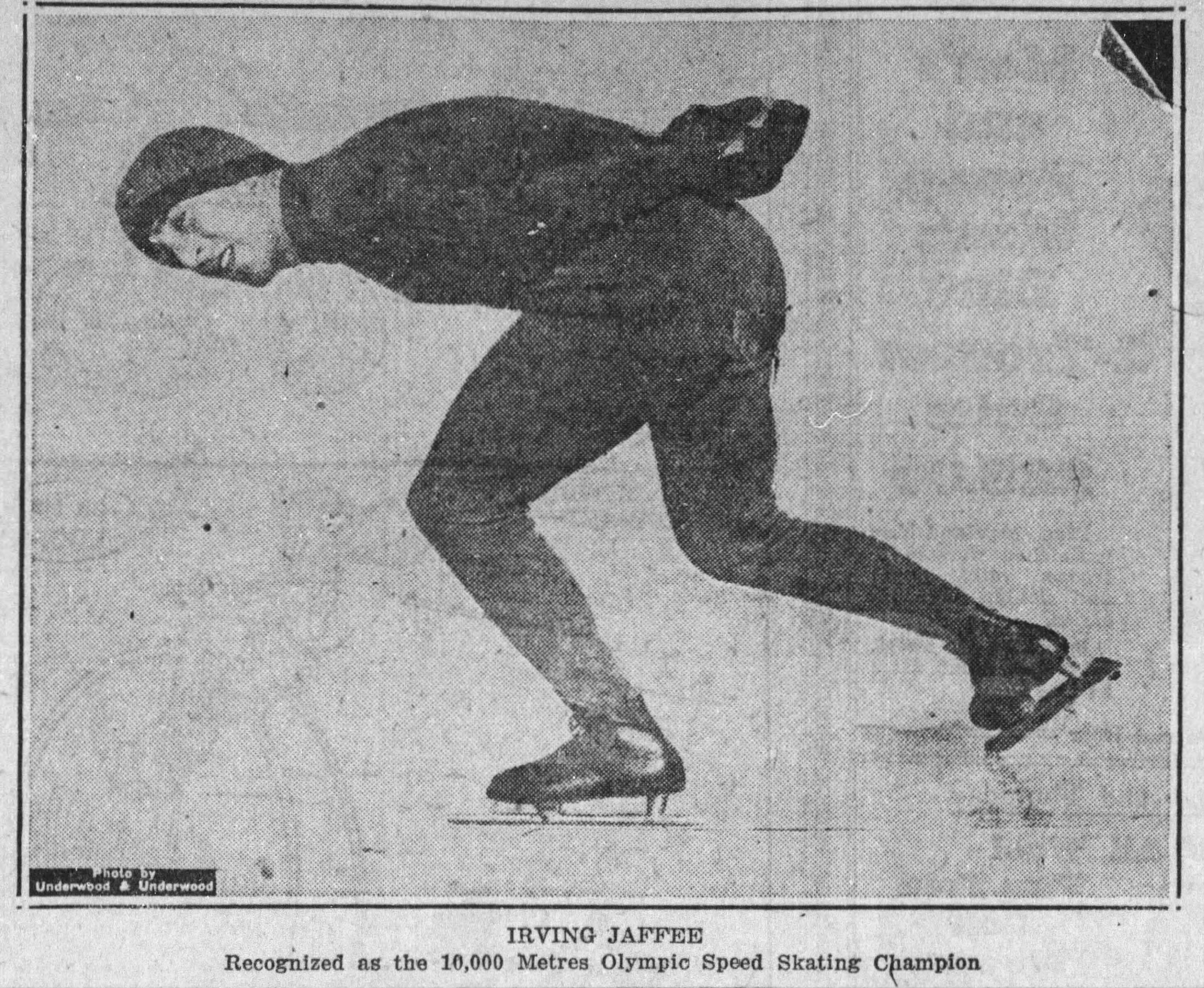
アーヴィング・ジャフィー／3月20日没

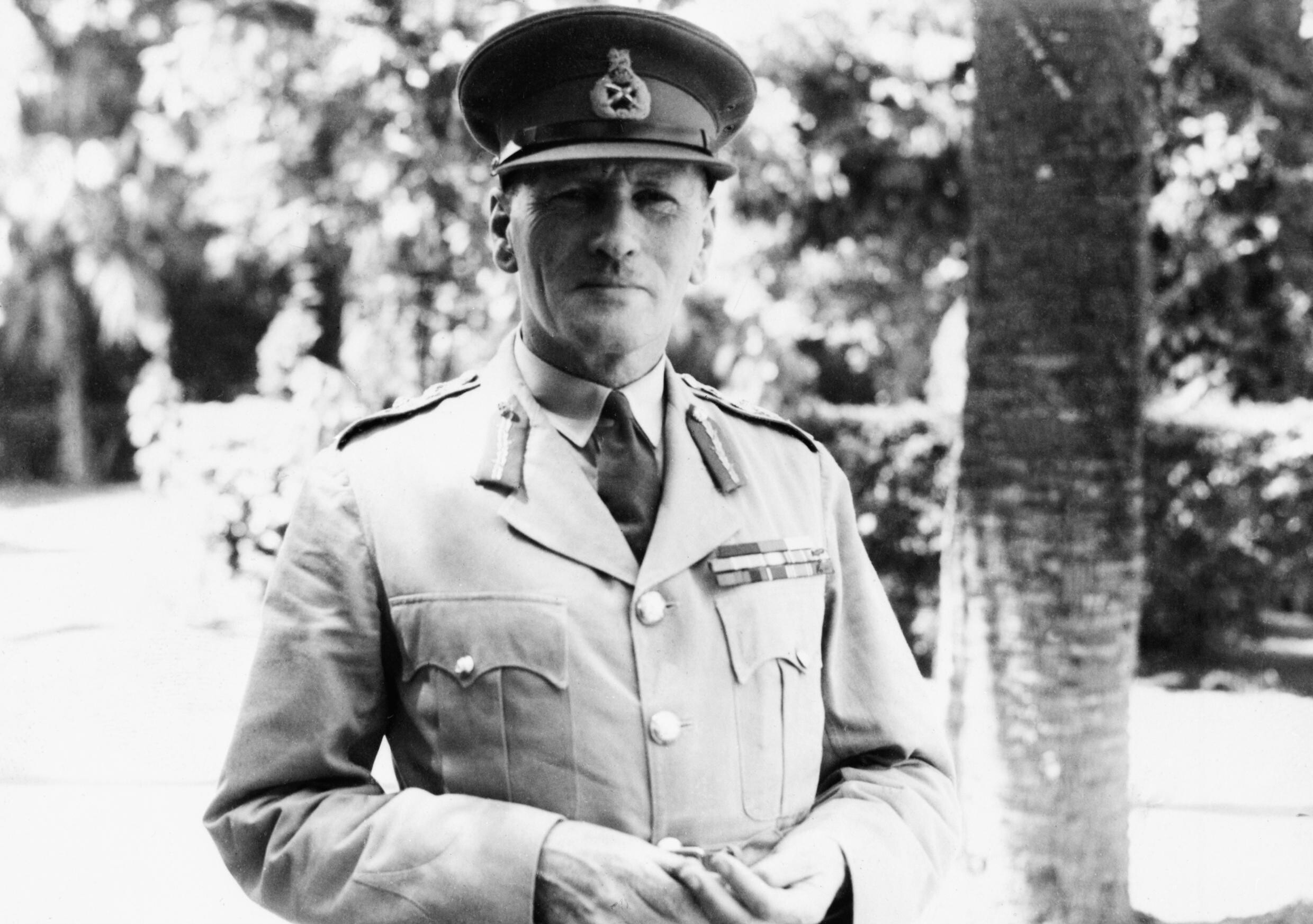
クロード・オーキンレック／3月23日没

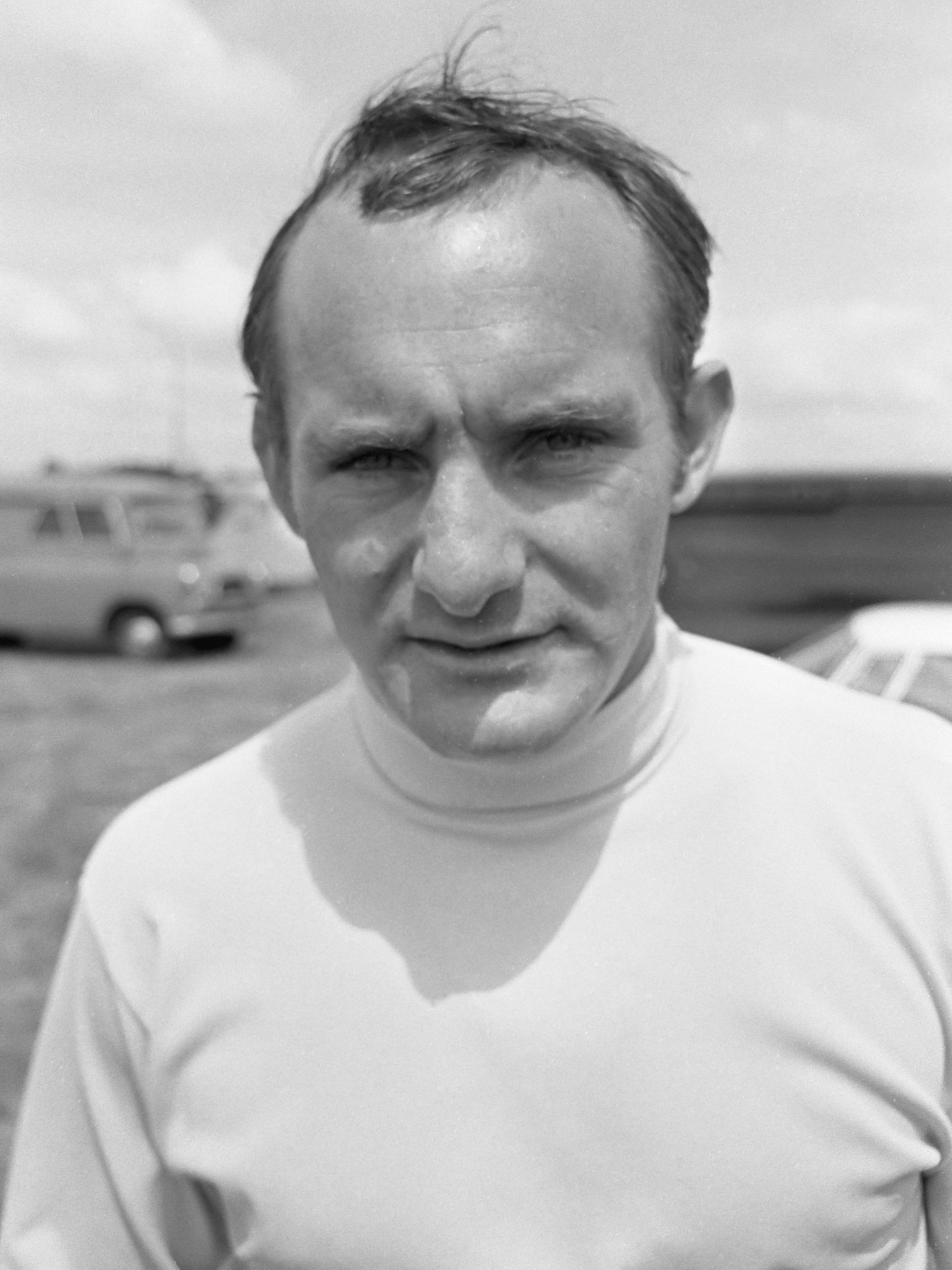
マイク・ヘイルウッド／3月23日没

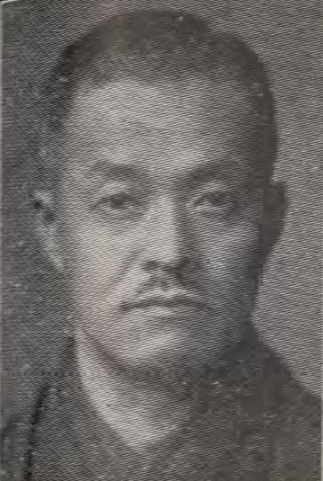
奥田剛郎／3月24日没

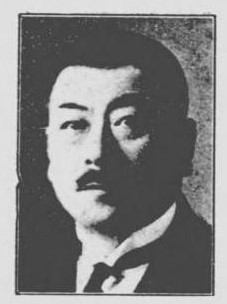
小山邦太郎／3月24日没

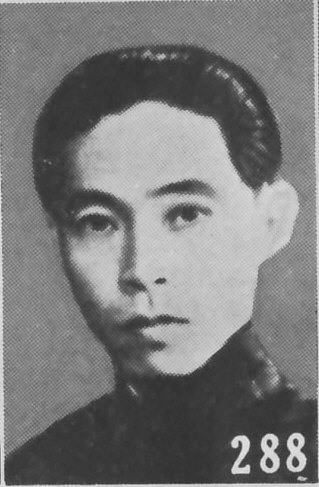
茅盾／3月27日没

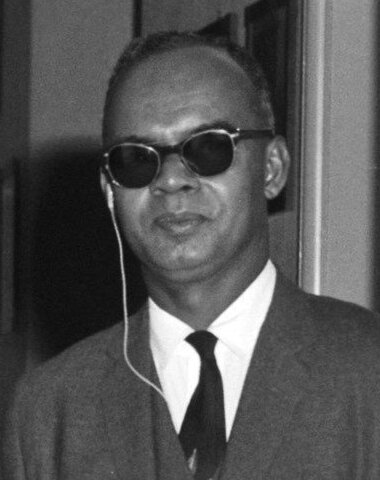
エリック・ウィリアムズ／3月29日没

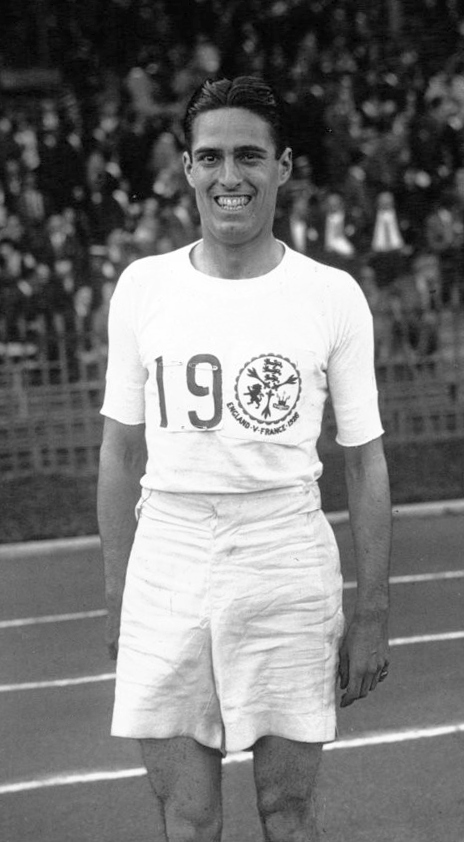
ダグラス・ロウ／3月30日没

- 3月17日 - 赤尾兜子、日本の俳人（* 1925年）
- 3月18日 - 小倉謙、日本の植物学者（* 1895年）
- 3月18日 - 佐伯孝夫、日本の作詞家（* 1902年）
- 3月19日 - 岩越忠恕、日本の経営者、日産自動車元社長（* 1906年）
- 3月20日 - イレーナ・ヴァイソワ、ポーランドの画家、ヴォイチェフ・ヴァイスの妻（* 1888年）
- 3月20日 - アーヴィング・ジャフィー、アメリカ合衆国のスピードスケート選手（* 1906年）
- 3月23日 - クロード・オーキンレック、イギリス陸軍の元帥（* 1884年）
- 3月23日 - 平田郷陽、日本の人形作家（* 1903年）
- 3月23日 - 金永祚、大韓民国出身のプロ野球選手【朝日軍所属】（* 1923年）
- 3月23日 - マイク・ヘイルウッド、イギリスのF1レーサー（* 1940年）
- 3月23日 - ベアトリス・ティンズリー、アメリカ合衆国の天文学者（* 1941年）
- 3月24日 - 奥田剛郎、日本の検察官・政治家・法学者、華族（* 1888年）
- 3月24日 - 小山邦太郎、日本の政治家（* 1889年）
- 3月24日 - 紙恭輔、日本の作曲家・指揮者、日本初の本格的ジャズプレーヤー（* 1902年）
- 3月27日 - 茅盾、中華人民共和国の小説家・評論家（* 1896年）
- 3月28日 - 戸田利兵衛 (2代)、日本の実業家、戸田建設元社長・元会長（* 1886年）
- 3月28日 - 本間利章、日本の実業家、ミキモト元社長（* 1913年）
- 3月29日 - エリック・ウィリアムズ、トリニダード・トバゴ共和国の政治家・初代首相、歴史学者（* 1911年）
- 3月30日 - 秋山利恭、日本の実業家、政治家（* 1901年）
- 3月30日 - ダグラス・ロウ、イギリスの陸上競技選手（* 1902年）
- 3月30日 - 二代目相模太郎、日本の浪曲師・声優（* 1931年）